# 러시아 정교회
러시아 정교회(러시아어: Русская православная церковь 루스카야 프라보슬랍나야 체르코프[*], 문화어: 로씨야 정교회)는 러시아에 소재하는 기독교 동방 정교회의 독립교회이다. 오늘날 동방 정교회 내 최대 독립교회이다.

## 역사
전승에 따르면, 러시아 땅에 최초로 기독교의 복음을 전파한 사람은 사도 "성 안드레아"였다고 한다. 카이사리아의 주교 에우세비우스의 기록에 따르면, 성 안드레아는 기원후 1세기 경 예루살렘에서 북동쪽 대륙으로 여행을 떠나 흑해 주변의 시노페와 코르순 지역에서 선교활동을 했다고 한다. 그리고 성 안드레아가 방문하여 선교한 지역은 훗날 키예프와 노브고로드라는 루스 최초의 도시들로 발전하였다.

### 정교회의 국교화
키예프 루스가 정교회를 국교화하기 이전에 루스인들은 주로 토속 신앙을 믿었지만, 키예프의 올가 등의 정교회 신자도 소수나마 존재하였으며, 988년에 키예프 루스의 블라디미르 1세가 동로마 제국에서 파송된 성직자들에게서 세례를 받음으로서 정교회는 러시아의 국교가 되었다. 초기 루스인의 연대기에 따르면 블라디미르 대공은 어느 종교를 신봉할지 신하들과 논의한 끝에 루스인들의 기질에 가장 적합하다고 생각되는 정교회에 귀의하기로 결정했다고 한다. 그는 훗날 동방 정교회로부터 시성되었다. 루스인들은 정교회를 수용함으로써 비로소 고도의 문명을 전수 받을 수 있게 되었고, 각종 예식서, 교부들의 저작 등을 슬라브어로 읽게 되었으며, 이를 토대로 독자적인 문화를 꽃피울 수 있었다. 그들이 사용한 슬라브어는 모라비아 지역에 파견되었던 성 키릴루스와 성 메토디우스 형제의 글라골 문자와 키릴 문자에 기반하였던 것으로, 루스의 정교회 개종은 이 키릴 문자로 된 슬라브어의 정착을 영구히 확립시켰다. 따라서 교회전례들은 민중이 쉽게 이해할 수 있는 교회 슬라브어나 고대 동슬라브어로 거행되었으며, 노브고로드 공화국은 노브고로드 지역의 동슬라브어 방언인 고대 노브고로드어로 거행하기도 하였다. 1015년 블라디미르의 죽음은 곧 내란으로 이어졌다. 블라디미르의 아들 중 스뱌토폴크는 자신의 형제들을 제거하고 자신이 루스인의 유일한 지배자가 되려고 하였다. 그 와중에 동생들인 보리스와 글레프가 희생되었다. 그들은 충분히 형에 맞서 싸울 수 있었음에도 불구하고, 악에 대해 악으로 갚지 말고 선으로 갚으라는 예수 그리스도의 가르침에 따라 자신들의 목숨을 지키기 위해 다른 사람들을 희생시킬 수는 없다고 생각하고 기꺼이 자신을 희생하였던 것이다.

### 키예프 관구장주교좌 확립
이렇게 형제들을 죽이면서까지 권력을 차지하고자 했던 스뱌토폴크 역시 1019년에 또 다른 형제인 야로슬라프 공에 의해 죽임을 당하였다. 야로슬라프 공은 현자로 불리었으며 루스를 정교회로 개종시키는 데에 최선을 다하였다. 1037년 야로슬라프 공은 키예프에 스뱌토고소피아 대성당 건립 공사를 명령하였고, 그리스인 관구장주교 테오펨프스토스가 콘스탄티노폴리스 총대주교로부터 서임되어 키예프에 착좌함으로써 교회행정상 키예프의 성 소피아 대성당은 루스 정교회에서 가장 중요한 위치를 차지하게 되었다. 11세기 말 경에 이르러서 루스인들은 더 이상 이교도가 아닌 완전한 정교회 신자가 되어 1051년에는 루스인 성직자 일라리온이 키예프 관구장주교로 서임되었다. 그러나 아직도 대부분의 주교들은 루스인이 아닌 그리스인이었으며 모든 주교품은 콘스탄티노폴리스 총대주교에 의해 서임되었다. 따라서 키예프 관구장주교는 루스 내 다른 교구의 주교들을 승인할 권리를 갖고 있기는 했으나, 모든 교구를 효과적으로 통제하지는 못하였으며 관구장주교로서의 실제적인 권한도 행사하지 못했다.

### 모스크바 총대주교좌 성립
15세기 후반 동로마 제국이 멸망하자 모스크바 대공국은 스스로 자신들이 로마 제국의 정당한 후계자이므로 모스크바 대공 역시 로마 황제의 후계자를 자처하여 정교회의 유일한 군주로 등극하였다. 이어 1472년 모스크바 대공 이반 3세는 동로마 마지막 황제 콘스탄티노스 11세의 조카 소피아 팔래올로기나와 결혼하고, 동로마 제국의 문장인 쌍두 독수리를 문장으로 삼아 그 후계자임을 자처하며 차르(카이사르, 즉 황제)라는 칭호를 사용하기 시작한다. 당시 루스인들은 동로마 제국의 멸망 이후, 구심점을 잃은 정교회를 사수하라는 하느님의 거룩한 소명을 받았다는 의식을 가지고 있었다. 이는 모스크바가 로마와 콘스탄티노폴리스에 이어 제3의 로마라는 신념의 기원이 되었다. 표트르 1세 재위기간 섭정이었던 보리스 고두노프는 한발 더 나아가 모스크바 관구장주교의 지위를 총대주교로 격상시켰다. 자신들의 총대주교에 의해 황제의 대관식이 거행되기를 염원했던 루스인들은 이에 모두 환호하였다. 1589년 콘스탄티노폴리스 총대주교 이에레미아스 2세의 동의 아래 러시아에 총대주교좌가 신설되어 모스크바 관구장주교는 전 루스 총대주교로 승격되었다. 1593년에는 4대 고대교회 총대주교들(콘스탄티노폴리스, 알렉산드리아, 안티오키아, 예루살렘)이 콘스탄티노폴리스에서 회합하여 모스크바 총대주교구에 교회 서열상 5번째 총대주교좌를 부여함으로써 승인 절차는 마무리되었다.

### 고의식파 분열

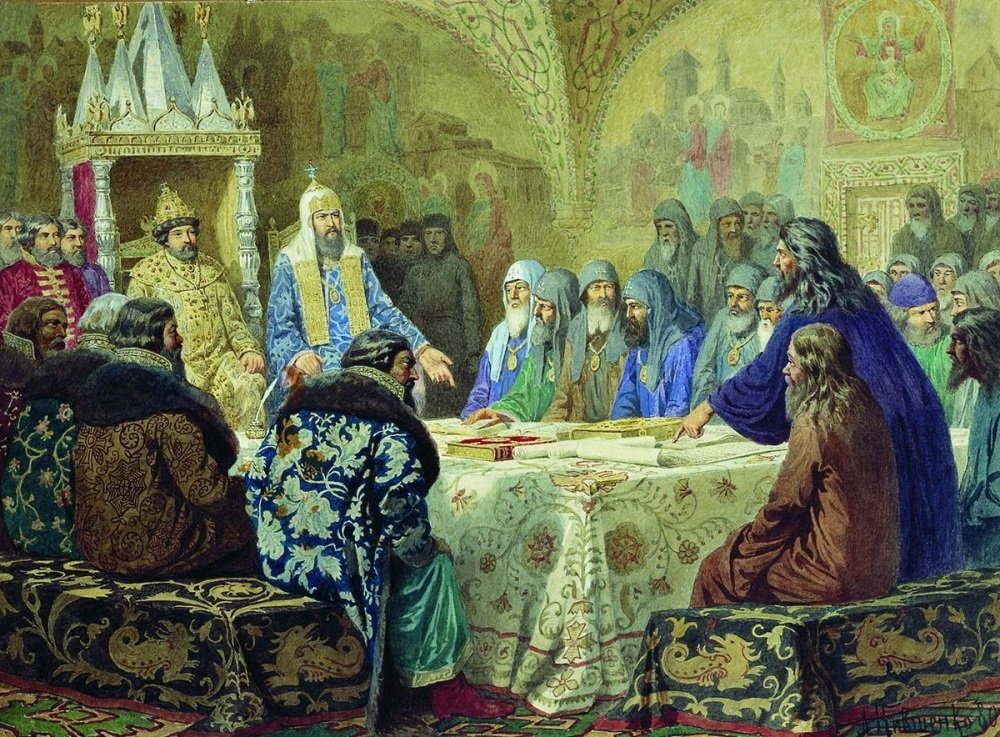
예식서를 개정하는 모스크바 총대주교 니콘

17세기 중반 알렉세이 로마노프가 아버지 미하일 로마노프에 이어 황제로 즉위했다. 그는 스테판 보니파티예프 신부의 영향을 받아 러시아의 도덕성을 회복하려는 열성신도의 운동에 전적으로 동의하였고, 러시아 전역은 일대 정신적 부흥을 일으켰다. 그러나 1653년 황제가 비호한 니콘이 모스크바 총대주교로 선출되자 분란이 일어났다. 신임 모스크바 총대주교는 1653년 십자성호를 긋는 방식(두 손가락이 아닌 세 손가락으로 긋는 것)을 포함한 교회 의식을 새로운 그리스 교회식으로 바꾸라는 명령을 내렸다. 또한 서유럽 장로회와의 교류도 보수적인 러시아 정교도의 심기를 건드렸으며, 많은 이들이 그리스 예식 수용을 거부하며 총대주교에 저항하였다. 그 동안 콘스탄티노폴리스 교회는 전례를 점차 변화시켜 왔으나 러시아를 포함한 루스 정교회는 아직도 10세기 개종 당시 전수 받은 전례를 그대로 유지하고 있었으므로 많은 성직자들과 평신도들은 이 같은 정책에 반대하며, 루스인의 정교회 전통은 다른 지역교회들의 전통보다 훨씬 우월하므로 절대 바뀌어선 안된다고 하였다. 이로써 1656년 러시아 정교회는 신의식파(新儀式派)와 고의식파(古儀式派)로 분열되었으며, 전통을 고수하는 고의식파가 박해받기 시작했다. 이때 분열된 고의식파는 다시 둘로 나뉘었다. 하나는 재성직자파(Поповцы)로 이들은 성직을 계속 유지하고 있었고 1846년부터 자신들의 주교도 가지게 되었다. 다른 하나는 부재성직자파(Безпоповцы)로 이들은 성직자를 가지지 않은 상태로 오늘날까지 그 명맥을 이어오고 있다. 그외 분파로는 두호보르파가 있는데, 이들은 폭력에 반대하는 기독교 평화주의 신념에 따라 양심적 병역거부를 주장하고, 하느님 외에 누구에게도 복종할 수 없다는 신념에 따라 인간적인 권위를 부정하는 교리를 갖고 있었기 때문에 러시아 정부의 박해를 받았다. 그래서 이들은 종교의 자유가 인정되는 캐나다로 집단이민을 가야만 했다.

### 총대주교좌의 폐지와 신성종무회의
1682년 알렉세이의 아들 표트르 대제가 제위에 올랐다. 서구화를 지향하고 황제권을 나라 곳곳에 미치게 하여 강대국으로 만들기를 원했던 표트르는 루스를 대대적으로 개혁하여 새로이 러시아 제국을 형성하였다. 이에 그는 자율적인 세력을 구축하던 교회의 세력을 약화시키고 교회를 국가권력에 두게 하였다. 때 마침 1700년 총대주교 아드리안이 임종하자, 황제는 신임 총대주교 선출을 불허하였다. 뒤이어 1721년 표트르 대제는 모스크바 총대주교를 관구장주교로 격하하고 전 러시아의 교회에 대한 재치권을 완전히 박탈하여 새로이 설립된 국가기관 신성종무회의로 이전하였다. 1723년 콘스탄티노폴리스 총대주교와 안티오키아 총대주교는 러시아 정교회 신성종무회의를 공식 승인하였고, 러시아 황제는 이 신성종무회의의 의장을 비롯한 구성원들을 자신의 충복들로 채움으로써 교회를 국가의 발 아래에 확고히 내려놓았다.

### 구 소비에트 연방 시절의 박해
1917년 러시아 혁명으로 러시아 제국이 멸망하고 세계 최초의 공산주의 국가인 소비에트 연방(소련)이 수립되자 러시아 정교회는 박해를 받기 시작했다. 처음에는 1917년의 혁명으로 제정이 무너지자 정교회를 종속시키던 요소가 사라졌고, 이에 따라 주교들은 새로이 11대 모스크바 및 전 루스 총대주교로 티혼을 선출해 끊어진 총대주교좌를 잇게 하였다. 그러나, 임시정부가 무너지고 레닌과 트로츠키에 의해 소비에트 정권이 들어선 뒤, 공산당은 정교회에 적대적인 정책을 펴기 시작한다. 주로 성직자들과 수도자들의 순교, 설교 금지, 성당 파괴, 교회재산 몰수, 이전 제정 시절 교회가 누리던 특권박탈 등으로 고난을 겪었다.
교회의 생존을 위해 소련 정부와의 원만한 관계를 생각하지 않을 수 없게 된 러시아 정교회는 제2차 세계 대전으로 나치 독일과 소련 간에 전쟁을 벌어지자, 소련군을 열렬히 지원하였다. 당시 러시아 정교회의 지도자 세르기 관구장은 교회를 존속시킨다는 명목으로 소련 정부에 대한 충성을 공식적으로 발표했으며, 이후 정부 비판을 일체 중단했다. 스탈린은 이러한 교회의 애국심을 높이 사 세르기를 신임 총대주교로 선출하는 것을 허용하는 등 외형적 박해는 완화시켰으며, 신학교육기관 설립도 허용하였다. 세르기 총대주교와 스탈린 사후, 1961년에는 세계 교회 협의회(WCC)에서 삼위일체 교리를 강조하는 신앙고백을 하여 회원교단으로 가입하는 등 타 지역 정교회들뿐만 아니라 다른 기독교 교파들과도 공식적으로 교류하기 시작하였다. 그러나 여전히 신부들은 정상적인 사목을 할 수 없었고, 학교에서도 기독교 교육은 엄금되어 있었다. 또한 러시아 정교회의 공산주의 정권에 대한 순종적인 태도는 국내의 많은 신도들의 반발을 샀으며, 혁명 이후 해외에 망명해 활동하던 미국과 서유럽 등 해외 러시아 정교회는 러시아에 남아있던 정교회와 관계를 단절을 선언하기에 이른다.

### 소련 붕괴 이후

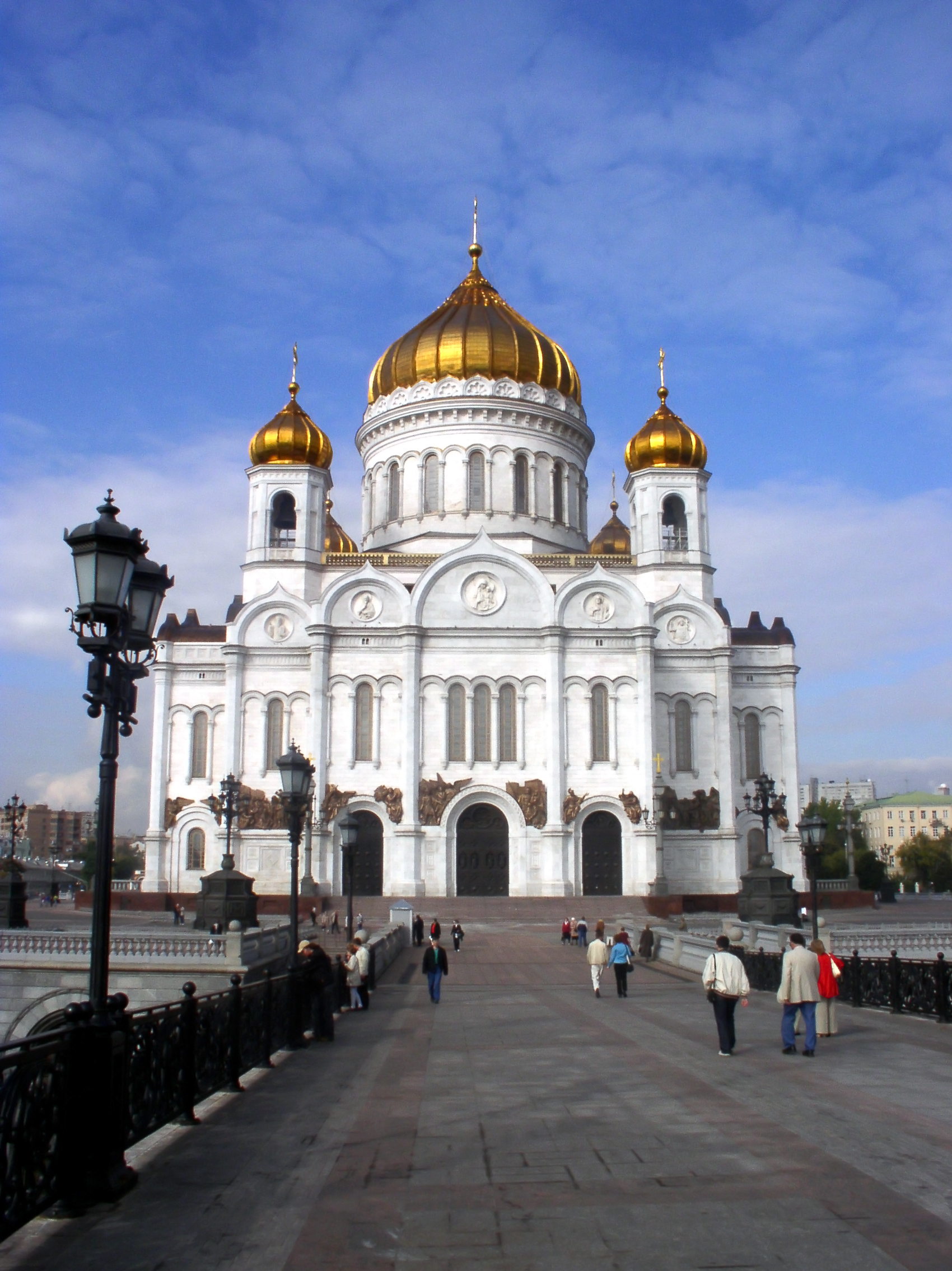
재건된 구세주 그리스도 대성당

이렇게 공산주의 시절 박해를 받던 러시아 정교회가 종교의 자유를 얻게 된 것은 고르바초프에 의해 1990년 10월의 소련 최고회의가 양심의 자유와 종교의 자유법을 의결한 이후부터이다. 소련 붕괴 후, 현재 러시아 정교회는 러시아인들의 정신적 지주로서 재기를 하고 있는 중이다. 스탈린이 폭파한 구세주 그리스도 대성당의 복구를 기점으로 러시아 각지에서 소련 시대에 파괴된 성당과 교회조직의 재건이 진행되고 있다. 오늘날 러시아에서 정교회는 러시아인들의 생활에 큰 영향을 주고 있어서, 출근길에 성당과 공소 등 기도할 수 있는 장소에서 기도를 드리고 직장에 가는 시민들도 있다.
그리스도 승천 대축일인 2007년 5월 17일, 공산주의 혁명 이후 분열되었던 러시아 정교회와 해외 러시아 정교회가 80년 만에 재통합했다. 모스크바의 구세주 그리스도 대성당에서 러시아 정교회 수좌주교 알렉세이 2세 모스크바 총대주교와 해외 러시아 정교회 수좌주교 라브르 관구장주교가 교회 재통합 협정에 서명했다.
2009년 1월 27일 러시아 정교회의 신임 총대주교가 선출되었고, 2월 1일 총대주교의 착좌식이 거행되었다. 압도적인 지지를 받으며 관구장주교 키릴 군댜예프 총대주교대행이 신임 총대주교로 선출되었다. 그는 총 700표 가운데 508표를 얻어 상대편 보수파 후보를 물리쳤다. 키릴 총대주교는 지난 달 타계한 알렉시 2세 총대주교의 뒤를 잇게 되었다. 키릴 총대주교는 로마 교황청과의 역사적인 화해를 도모할 수 있을 만한 개혁 성향의 성직자로 평가 받고 있다.

#### 2018년 콘스탄티노플과의 분열
2018년 우크라이나 정교회의 독립 교회 지위를 인정한 콘스탄티노폴리스 세계 총대주교의 결정에 반발하여 10월 15일 모스크바의 러시아 정교회가 완전상통 단절을 선언하며 교회 분열이 일어났다. 이 반목은 2022년 러시아의 우크라이나 침공 중 러시아 정교회가 러시아 정부에 지지를 표명하고 정치적으로 밀착하며 더욱 심화되었다.

## 지역
러시아, 우크라이나, 벨라루스, 카자흐스탄 등 구 러시아 제국과 소련 지역에 주로 분포되어 있다. 중국, 오스트레일리아, 미국, 캐나다, 중남미, 일본 등 기타 일부 지역에 전파되어 있다.
한국 정교회(정교회 한국관구)도 1900년 러시아 정교회 선교사들이 건립하였으나, 한국 정교회는 1954년 콘스탄티노폴리스 세계 총대주교청 산하로 편입하여 현재까지 이어진다.

### 내용주
1. ↑  Saint Andrew is also thought to have visited Scythia and Greek colonies along the northern coast of the Black Sea.[2][3]